# فقر الدم بخلل تكون الكريات الحمر الخلقي - النوع الثالث
فقر الدم بخلل تكون الكريات الحمر الخلقي - النوع الثالث (بالإنجليزية: Congenital dyserythropoietic anemia type III ومختصره CDA III)‏ هو مرض نادر وراثي سائد يمتاز بفقر دم كبير الكريات وفرط تنسج الكريات الحمر وأرومات الحمراء متعددة النوى العملاقة. بعض الأدلة تشير إلى أن المرض قد ينتقل بصفة متنحية أيضا.

## الوراثة
ينتقل المرض من خلال صفة سائدة بمشكلة في المورثة KIF23 الموجودة في الذراع الطويلة للكروموسوم 15 في الموقع 15q22.
| النوع | الوراثة المندلية البشرية عبر الإنترنت | المورثة | الموقع |
| ----- | ------------------------------------- | ------- | ------ |
| CDAN3 | 105600                                | KIF23   | 15q21  |

## الوصف
يتصف فقر الدم بخلل تكون الكريات الحمر الخلقي - النوع الثالث بوجود فقر دم معتدل أكثر من بقية الأنواع، ولا تظهر أعراض ضخامة الكبد والطحال في أغلب الأشخاص. ولا يتراكم الحديد في الأنسجة والأعضاء. لكن قد تظهر مشاكل في شبكية العين (اعتلال الشبكية) قد تؤدي إلى مشاكل في الرؤية. كما قد يحدث اعتلال غاماني أحادي النسيلة قد يؤدي إلى الورم النقوي المتعدد.

## العلاج
يتضمن العلاج نقل الدم المتكرر واستعمال العلاج بالاستخلاب. يحتمل الشفاء عن طريق زراعة نخاع العظم والعلاج الجيني.